# 리처드 그리피스
리처드 그리피스(영어: Richard Griffiths, OBE, 1947년 7월 31일 ~ 2013년 3월 28일)는 영국 잉글랜드의 배우이다.
《The History Boys》로 토니상, 로런스 올리비에상, 드라마 데스크상에서 남우주연상을 받는 등 연극에서 활발히 활동했다.
《해리 포터》 영화 시리즈에서의 버논 더즐리 역으로도 유명하다.
2013년 3월 18일, University Hospital Coventry에서 심장 수술 후 합병증으로 사망했다.

## 출연 작품
- 《슈퍼맨 2》
- 《해리 포터와 마법사의 돌》
- 《해리 포터와 비밀의 방》
- 《해리 포터와 아즈카반의 죄수》
- 《잭 부츠 온 화이트홀》
- 《캐리비안의 해적: 낯선 조류》 - 킹 조지 2세 역
- 《휴고》 - 무슈 프릭 역
- 《프라이빗 피스풀》
- 《비너스》

## 수상
- 2005년 로런스 올리비에상 연극 남우주연상
- 2006년 제60회 토니상 남우주연상
- 2006년 드라마 데스크상 연극 남우주연상

## 서훈
- 2008년 대영 제국 훈장 4등급(OBE) 수훈[1]